# داس مغز
داس مغز (Falx cerebri) چین‌خوردگی بزرگ سخت‌شامه مغز است که مانند داس از سویی به سوی دیگر کشیده شده‌است.
سخت‌شامه به صورت تیغه‌هایی به بعضی از نواحی و شکاف‌های مغز وارد می‌شود، بزرگترین این تیغه‌ها بین دو نیم‌کره راست و چپ مغز است که داس مغز نامیده می‌شود.
نوک داس مغز از ستیغ پیشانی سطح درون‌سری استخوان پیشانی آغاز می‌شود و قاعده آن در عقب به سطح فوقانی چادرینه مخچه اتصال می‌یابد. کناره محیطی (فوقانی) آن به لبه‌های شیار سینوس پیکانی (سهمی، ساجیتال) فوقانی متصل است در حالی که کناره آزاد (تحتانی) آن با سطح فوقانی جسم سخت (از روابط بین دو نیمکره مغز) در تماس است.